# Estudiantes Madrid
Maillots
Le Club Baloncesto Estudiantes, plus connu en français sous le nom de Estudiantes Madrid, est un club espagnol de basket-ball mais il est appelé actuellement, pour des raisons de parrainage, Movistar Estudiantes. Il joue en LEB Oro, la deuxième division du championnat espagnol.
Son homologue féminin évolue en Liga Femenina.

## Historique
Fondé en 1948 par un groupe d'étudiants du centre éducatif dénommé Instituto Ramiro de Maeztu, le club monte très vite en 3e division provinciale et prend alors le nom d'Estudiantes.
Longtemps dans l'ombre du Real Madrid, autre club de la capitale espagnole, Estudiantes doit attendre les années 1990 pour se faire un nom dans le paysage européen. Cela passe tout d'abord par un Final Four de l'Euroligue en 1992, puis par un finale perdue en Coupe Korać en 1999. Cette dernière a notamment été permise par l'arrivée des capitaux de l'entreprise de travail intérimaire Adecco qui tient à accoler son nom au club, comme elle l'a déjà fait en Italie et le fera par la suite en France.
À l'issue de la saison 2020-2021, l'Estudiantes est relégué en deuxième division, la LEB Oro.

## Palmarès
- Finaliste du Championnat d'Espagne : (3) 1963, 1968, 1981
- Finaliste de la Liga ACB[3] :  2004.
- Coupe du Roi : (3) 1963 face au Real Madrid, 1992 contre CAI Zaragoza, 2000 contre Pamesa Valencia.
- Finaliste de la Coupe du Roi : (4) 1962, 1973, 1975, 1991

## Entraîneurs successifs
- Ignacio Pinedo, Fernando Bermúdez, Jesús Codina, Antonio Carra, Paco Garrido, Miguel Ángel Martín, Carlos Sainz de Aja, José Vicente Hernández, Juan Antonio Orenga, Pedro Martinez, Mariano de Pablos

## Effectif 2010-2011

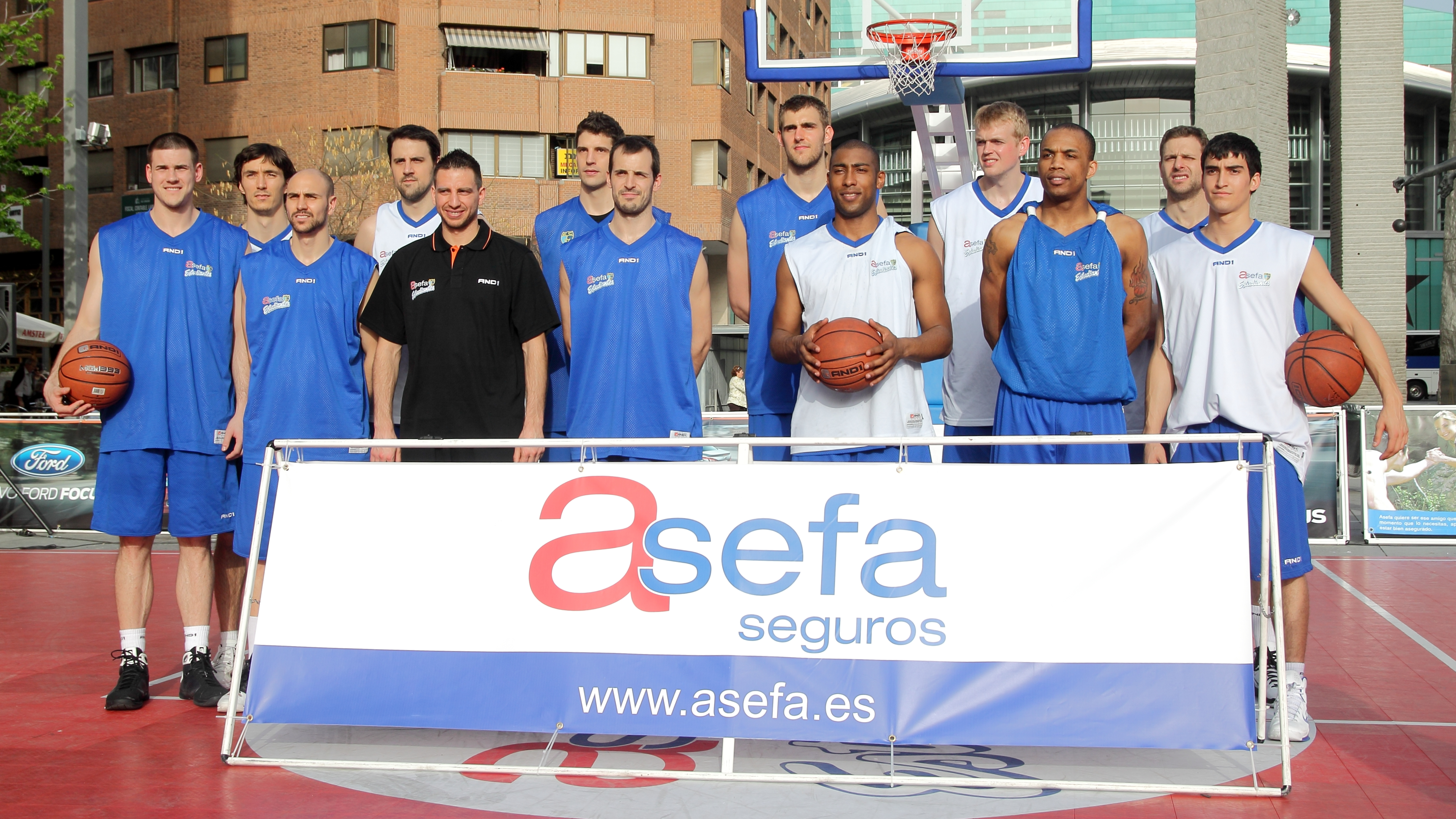
L'équipe lors de la saison 2010-2011

Nik Caner-Medley, Jiří Welsch, Albert Oliver, Germán Gabriel, Sergio Sánchez, Josh Asselin, Marc Blanch, Yannick Driesen, Jayson Granger, Daniel Clark, Tyrone Ellis, Hernán Jasen, Jaime Fernández.

## Joueurs célèbres ou marquants

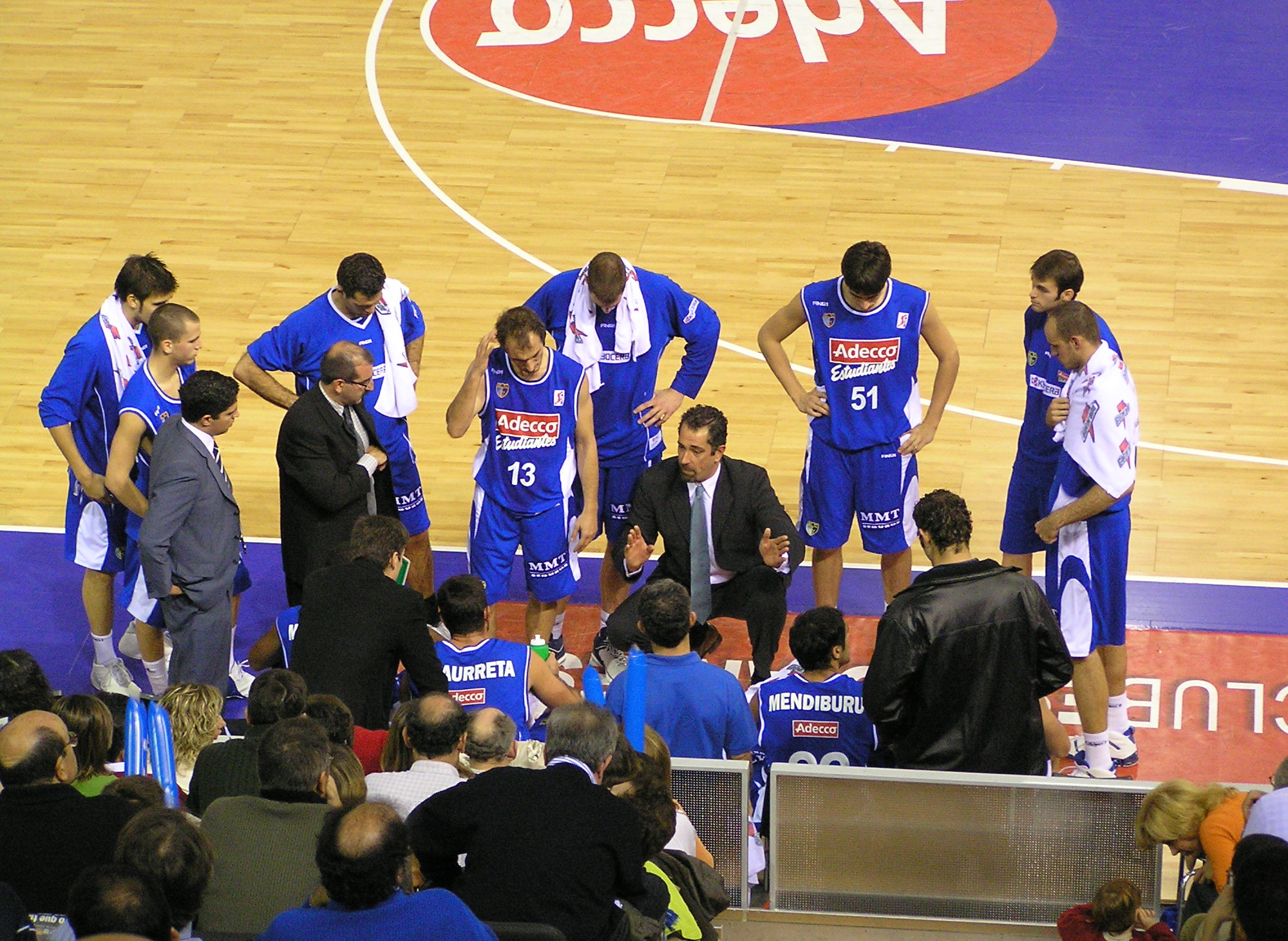
Temps mort pendant le match Estudiantes-Valence, le 19 novembre 2005

- années 1950 : Antonio Diaz-Miguel,
- années 1960 : Jose Ramón Ramos, Vicente Ramos, Aíto García Reneses, Jesús Codina, Juan Antonio Martínez Arroyo,
- années 1970 : Gonzalo Sagi-Vela, Miguel Ángel Estrada,
- années 1980 : Fernando Martín, Slab Jones, López Rodríguez, Vicente Gil, Jose Antonio Montero, Antonio Martín, Chuck Alecksinas, John Pinone, Javier García-Coll, Chinche La Fuente, Alfonso del Corral, David Russell, Ricky Winslow, Alberto Herreros, Ron Taylor, Randy Meister,
- années 1990 : Nacho Azofra, Alfonso Reyes, Juan Antonio Orenga, Rodrigo De la Fuente, Danko Cvjetičanin, Mikhail Mikhailov, Chandler Thompson, Carlos Jiménez, Shaun Vandiver,
- années  2000 : Felipe Reyes, Iñaki de Miguel, Iker Iturbe, Sergio Rodríguez.
- années 2010 : Edwin Jackson.